# Kanton Tulle-Urbain-Sud
Kanton Tulle-Urbain-Sud (francouzsky Canton de Tulle-Urbain-Sud, tj. Tulle-Město-Jih) je francouzský kanton v departementu Corrèze v regionu Limousin. Tvoří ho pouze jižní část města Tulle.